# Casa di Giuseppe Martelli
La casa di Giuseppe Martelli si trova in via Fiesolana 28 a Firenze.

## Storia e descrizione
L'edificio, come molti di questa strada, sorge su strutture medioevali, nel tempo sviluppate in altezza e in profondità fino ad assumere i caratteri attuali, per la facciata definiti da un disegno della prima metà dell'Ottocento, corretto ma senza particolari pregi.
Nel 1808 il palazzo apparteneva alla famiglia Martelli e nel 1830 era pervenuto in eredità all'architetto Giuseppe Martelli, che qui visse e morì il 30 marzo 1876, come ricorda un'epigrafe posta sul fronte e collocata, per le cure della Regia Accademia delle Belle Arti e del Collegio degli Architetti e Ingegneri, nel gennaio 1888.
Alcuni lavori di sistemazione all'edificio si devono allo stesso architetto che, nel 1857, aveva acquistato anche lo stabile adiacente al n. 26 mettendolo parzialmente in comunicazione col primo. La palazzina rimase alla famiglia Martelli fino al 1949, quando fu venduta ai Melandri.
Il fronte, scandito su cinque piani e un mezzanino, presenta in alto un lungo balcone ad offrire un ottimo affaccio sulla città, al primo piano (dove viveva l'architetto) finestre coronate da timpano, al piano terreno un finto bugnato, con la porta carraia per l'accesso alla scuderia (oggi ad uso di un esercizio commerciale) della quale rimangono i due occhi. Il monogramma L.M., sulla rosta della porta, è da riferirsi al padre di Giuseppe, Lorenzo Martelli, a indicare che presumibilmente su sua commissione si era dato l'assetto ora descritto alla casa. Francesco Bigazzi (1887) ricorda anche sulla facciata uno stemma col laconico motto "Quod est est / Quod non est non est". 
A fronte di una facciata sostanzialmente modesta, gli interni del primo piano propongono una notevolissima e rarissima testimonianza della cultura del tempo, con un complesso ciclo iconografico distribuito per sette soffitti dipinti con allegorie, fatti e personaggi illustri della storia toscana, per un totale di sessanta scene, databili agli anni sessanta dell'Ottocento. Tra questi, oltre alle allegorie delle arti, sono scene della vita di Filippo Brunelleschi, Leonardo da Vinci, Michelangelo Buonarroti, Raffaello Sanzio, ed episodi che vedono lo stesso Giuseppe Martelli dirigere i lavori alla Tribuna di Galileo nella Specola.